# Alchemilla polatschekiana
Alchemilla polatschekiana es una especie de planta del género Alchemilla, perteneciente a la familia Rosaceae.

## Taxonomía
Alchemilla polatschekiana fue descrita por S. E. Fröhner en 1981.

## Distribución
Se encuentra en el territorio de Francia y España.